# Cylindraspis vosmaeri
Cylindraspis vosmaeri, conhecida como tartaruga-gigante-de-carapaça-de-sela-de-rodrigues, é uma espécie extinta de tartaruga da família Testudinidae. Foi endêmica da ilha Rodrigues.

## Extinção

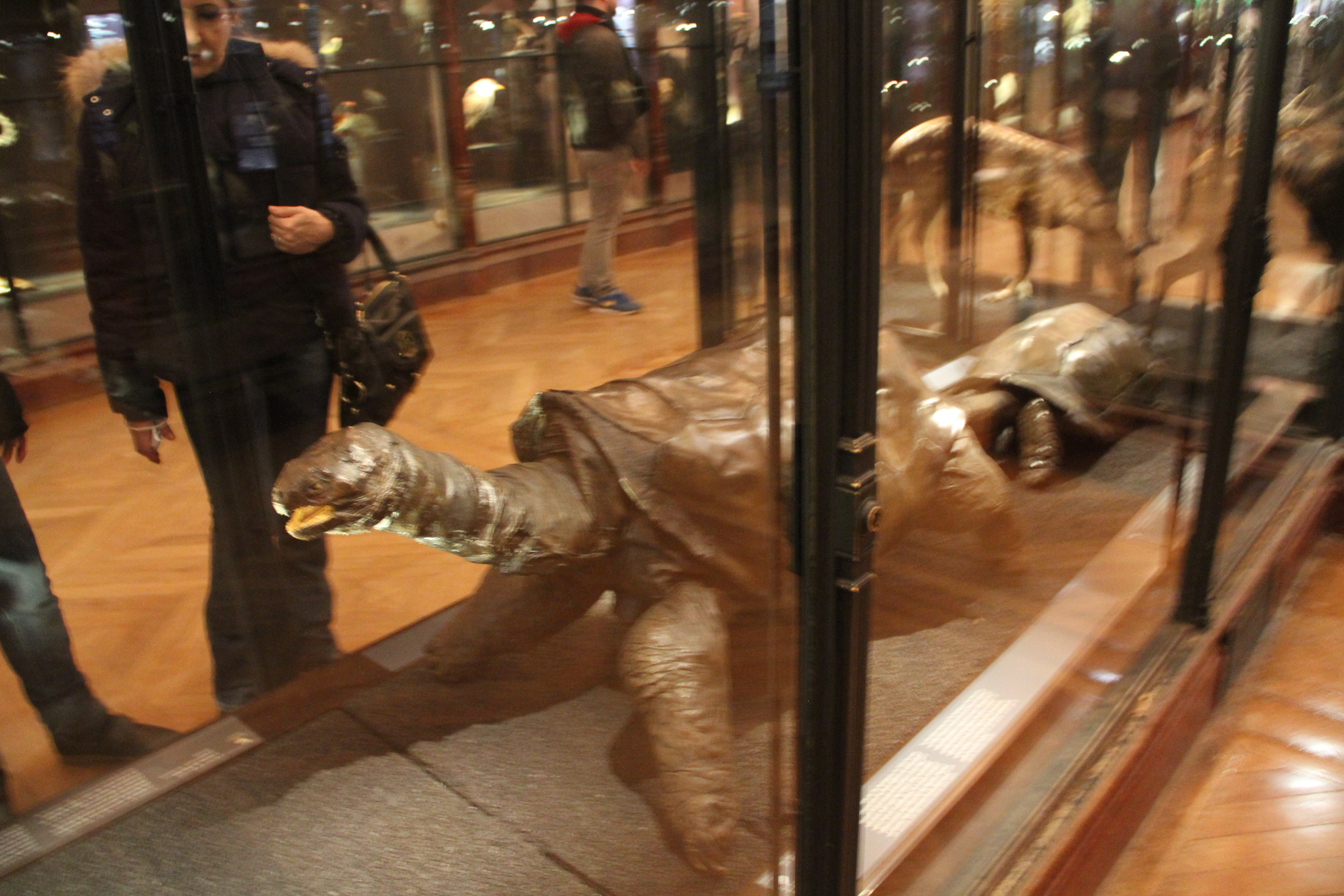
Foto do único espécime taxidermizado, no Museu Nacional de História Natural da França

Na época da chegada dos colonos humanos, densos rebanhos de tartarugas gigantes de vários milhares foram relatados em Rodrigues. Como muitas espécies isoladas em ilhas, foi relatado que elas eram amigáveis, curiosas e não tinham medo dos humanos.
No entanto, nos anos seguintes, a colheita massiva e exportação para alimentos e a introdução de espécies invasoras exterminaram rapidamente as tartarugas gigantes. Tentativas de conservação começaram no século XVIII, com o governador francês Mahé de Labourdonnais tentando legislar contra o "saque de tartarugas" de Rodrigues. No entanto, o alto número de abate continuou. Centenas de milhares foram carregadas em porões de navios para servir de alimento ou para serem transportadas para Maurício, onde eram queimadas para obter gordura e óleo. Devido às suas carapaças excepcionalmente finas, muitas morreram de esmagamento, pois eram densamente empilhadas nos porões dos navios.
Nos anos finais, apenas espécimes menores foram encontrados, permanecendo em refúgios montanhosos isolados no interior da ilha. Uma tartaruga gigante sobrevivente foi relatada em Rodrigues em 1795, encontrada no fundo de uma ravina. Ainda em 1802, há uma menção de sobreviventes sendo mortos nos grandes incêndios usados para limpar a vegetação da ilha para a agricultura, mas não está claro qual das duas espécies de Rodrigues eram, e qual sobreviveu por mais tempo.